# 托雷格罗塔
托雷格罗塔（義大利語：Torregrotta），是意大利西西里大区墨西拿廣域市的一个市镇。总面积4.22平方公里，人口7318人，人口密度1734.1人/平方公里（2009年）。ISTAT代码为083098。